# Боби Цанков
Борис Николов Цанков, по-известен като Боби Цанков, е български журналист, автор на криминални романи и радиоводещ. Той е водещ на есемес игри по радио „7 дни“/радио „Хит 7“, радио „Сигнал плюс“ (на Кеворк Кеворкян), радио „Спорт“ (на Манол Велев), радио „Вива“, радио „Браво“ – Варна, радио „Практика“ и радио „Екстрийм“ – Перник. Работи и в телевизиите „Канал 2001“, ББТ (на Петър Манджуков и Красимир Гергов), Телевизия „СКАТ“, „BG TV“ (България Кабел) и Телевизия „7 дни“ (на Георги Агафонов). Убит е на 5 януари 2010 г. в София. Самият убиец и обстоятелствата около убийството остават неразкрити.

## Биография
Борис Цанков е роден на 12 август 1979 г. в град София, Народна република България. Завършва средното музикално училище „Любомир Пипков“ в София.
На 24 юни 2003 г. е арестуван след оплакване от бизнес дамата Ваня Червенкова. Тя сигнализира прокуратурата, че е измамена от Цанков, след като му дала 50 хиляди лева срещу обещание за реклама. Впоследствие става ясно, че от измамите му са пострадали над 1000 души от територията на цяла България. През август същата година Цанков е освободен срещу 25 хил. лв. гаранция.
На 15 ноември 2003 г. избухва бомба на перваза на прозореца на дома, в който живеят родителите на Боби Цанков. По това време той се е намирал в тях и не е пострадал. След атентата се появяват версии в медийното пространство, че взривът е за Антон Милтенов – Клюна.
През април 2004 г. бандити стрелят по колата, в която пътува Боби Цанков.
На 2 юни 2004 г. Боби Цанков е ранен при взрив, който избухва във входа на кооперацията, където живеят родителите му, на улица „Цар Асен“ №55 в столицата. Цанков е приет в „Пирогов“ с наранявания по главата и тялото без опасност за живота.
На 27 февруари 2006 г. служители на Икономическата полиция арестуват Цанков заради множество жалби за извършени измами. На 2 март същата година съдът го оставя в ареста за постоянно. Той е уличен, че в продължение на месеци е мамил 10 души с различни суми на обща стойност 23 790 лв.
На 27 юни 2006 г. той е осъден на три години затвор условно с петгодишен изпитателен срок по обвинение в измама на потенциален рекламодател на радио „Вива“.
На 14 ноември 2009 г., по оплакване на Боби Цанков, полицията арестува Стефан Бонев – Сако, смятан за наркобос. Цанков заявява, че Сако го е преследвал с колата си и го заплашвал с убийство.

### Убийство на Боби Цанков
На 5 януари 2010 г. 30-годишният Боби Цанков е застрелян и умира на място в близост до площад „Света Неделя“ в София. Други двама мъже са ранени при стрелбата срещу Цанков, но оцеляват. Инцидентът става около 12:30 часа във входа на жилищна кооперация, на ъгъла на бул. „Стамболийски“ и ул. „Самуил“, намираща се на около 50 метра от СДВР и в близост до Съдебната палата.